# Bolbocaffer luniferum
Bolbocaffer luniferum is een keversoort uit de familie cognackevers (Bolboceratidae). De wetenschappelijke naam van de soort werd in 1975 gepubliceerd door Rudolf Petrovitz.